# Wilhelm Meisters leerjaren
Wilhelm Meisters leerjaren, oorspronkelijk Wilhelm Meisters Lehrjahre in het Duits, is een klassieke bildungsroman van Johann Wolfgang von Goethe die verscheen in 1795-1796. In zijn tweede roman toonde de auteur zich rijk aan wendingen en ideeën, maar ook aan absurditeit en ironie. Het werk bestaat uit acht boeken, waarvan de eerste vijf delen qua inhoud leunen op het postuum gepubliceerde fragment Wilhelm Meisters theatrale Sendung. Het vervolg Wilhelm Meisters Wanderjahre verscheen in 1821-1829.

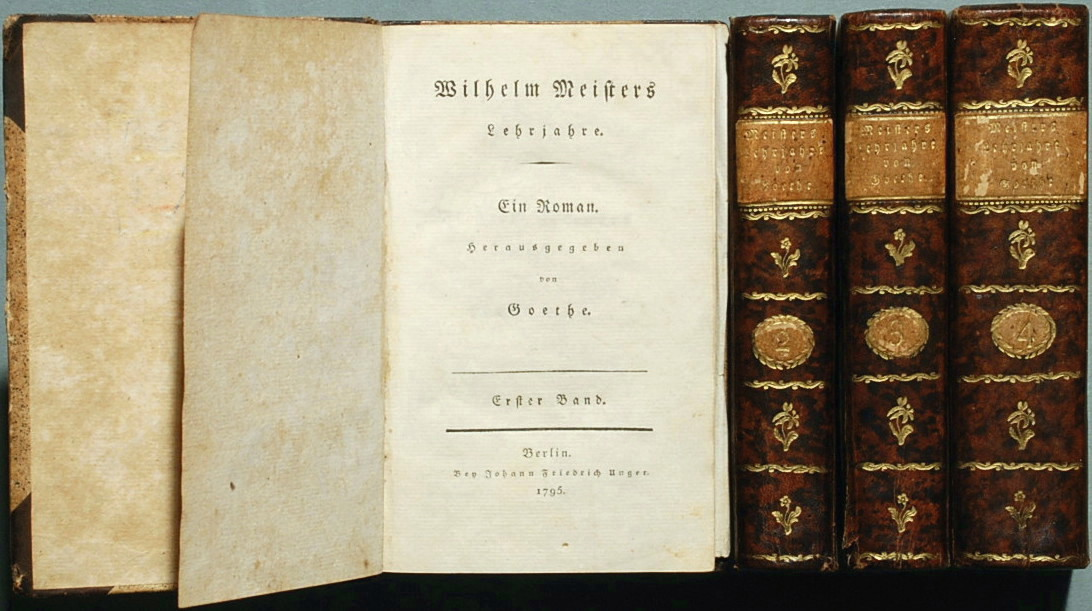
Titelblad van de eerste druk en de rug van boekbanden uit dezelfde tijd

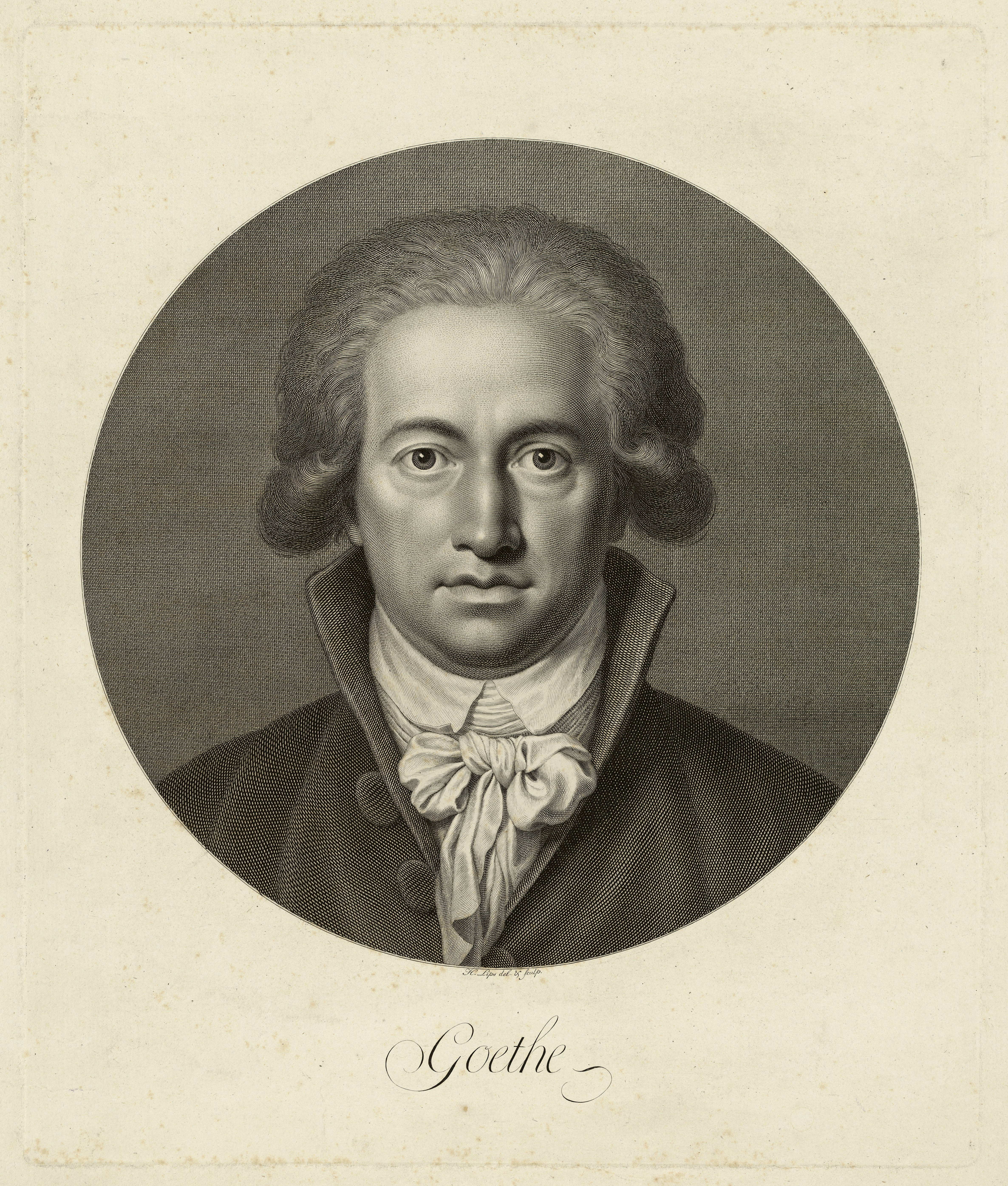
Goethe door Johann Heinrich Lips (1791)

## Coming-of-age roman
“… mich selbst, ganz wie ich da bin, auszubilden, das war dunkel von Jugend auf mein Wunsch und meine Absicht” (…mijzelf, helemaal hoe ik zelf ben, te ontwikkelen, dat was van jongs af aan mijn heimelijke wens en mijn bedoeling) bekent Wilhelm in een brief aan zijn zwager Werner. Het doel van Wilhelm is, om door allerlei pogingen en “creatieve kracht” orde uit wanorde te creëren, op zowel intellectueel als sociaal gebied.
In navolging van de verlichte schrijvers Diderot en Voltaire, pleit Goethe voor het recht van de vrije burgers op algemene ontwikkeling. Met de ironie van een alwetende verteller stelt hij een bont levensmozaïek samen, met literaire pareltjes die onder andere bestaan uit lyrische fragmenten en een uitvoerige levensbiecht (Bekenntnisse einer schöne Seele, boek 6).

## Personages

### Hoofdrolspelers
- Felix is de zoon van Mariane en Wilhelm. Na de voortijdige dood van zijn moeder brengt de geslepen oude Barbara Felix bij Aurelie onder. De harpist leeft in de waan, dat Felix zijn toekomstige moordenaar is. Een “slechte tafelmanier” redt zijn leven.
- De harpist (harpspeler, Augustin) is de vader van Mignon en de broer van markies Cipriani en de heilige Sperata.
- Baron Lothario (Lothar) is lid van het torengezelschap. Diens zussen en broer zijn de gravin, Natalie en Friedrich. Hij trouwt met Therese.
- De jonge toneelspeelster Mariane is de moeder van Felix. Wilhelm verlaat de zwangere Mariane, omdat hij niet weet dat ze zijn rivaal Norberg de bons heeft gegeven.
- Mignon is de dochter van de heilige Sperata en de harpist Augustin. Wilhelm koopt Mignon vrij van ruwe oplichters en neemt haar als zijn eigen dochter op. Mignon bedankt hem met haar aanhankelijkheid. Het meisje, dat lijdt aan een hartziekte, sterft van hartzeer wanneer ze Wilhelm en Therese ziet kussen.
- Barones Natalie, de mooie amazone van Wilhelm, is de zus van Lothario, van de gravin en van Friedrich. Natalie verzorgt Mignon en trouwt uiteindelijk met Wilhelm.
- Wilhelm, zie Plot

(8,4) Therese vergelijkt Wilhelm met Natalie en schrijft het volgende over hem aan haar: “…van jou heeft hij het edele zoeken en streven naar het betere, waardoor we zelf het goede, dat we geloven te vinden, voortbrengen.” Therese voegt eraan toe: “….zijn leven bestaat uit een eeuwig zoeken en niet vinden.”

### Bijrollen
- De abt bepaalt op de achtergrond het lot van Wilhelm.
- De arts is in dienst van de familie van Lothario.
- De actrice Aurelie (Aurelia) is de zus van Serlo.
- De oude Barbara is de huishoudster van Mariane.
- De baron houdt zich, in opdracht van de graaf, bezig met de theatergroep Melina.
- Markies Cipriani uit Italië is de broer van de harpist en de oom van Mignon.
- Friedrich is lid van het torengezelschap en ook de broer van Natalie, Lothario en de gravin.
- De graaf neemt de theatergroep Melina in zijn kasteel op.
- De gravin is de zus van Natalie, Lothario en Friedrich.
- Jarno is lid van het torengezelschap en de bruidegom van Lydie.
- Laertes is een lid van de theatergroep en een vriend van Wilhelm. Hij helpt Wilhelm om een reisverslag van Wilhelm naar het thuis van zijn vader te sturen. (4, 17)
- Lydia (Lydie) – als Lothario het met haar uitmaakt, trouwt Jarno met haar.
- De acteur Melina leidt de theatergroep. Wilhelm helpt hem daarbij.
- Madame Melina is de vrouw van de heer Melina.
- De bemiddelde koopman Norberg is een minnaar van Mariane.
- De verleidelijke actrice Philine probeert bij de heren in het gevlij te komen, wil graag de geliefde van Wilhelm zijn en wordt uiteindelijk zwanger van Friedrich.
- Een mooie ziel is de tante van Natalie, Lothario, Friedrich en de gravin. (8, 3) Natalie vertelt Wilhelm over haar tante, de mooie ziel: "Ik ben haar zoveel verschuldigd. Een zeer zwakke gezondheid, misschien te veel zorg voor zichzelf, en tegelijkertijd een morele en religieuze angst, liet ze de wereld niet zijn wat ze onder andere omstandigheden had kunnen zijn.”
- Wilhelm, die de bekentenissen van Natalie’s tante (boek 6) had gelezen, vertelt dat deze bekentenissen zijn hele leven hebben beïnvloed en voegt eraan toe: “Wat mij in deze tekst het meest aansprak was, zou ik zeggen, de zuiverheid van het leven, niet alleen van zichzelf, maar ook van alles wat haar omringde, deze onafhankelijkheid van haar aard en de onmogelijkheid om iets te absorberen dat niet in harmonie was met haar nobele, liefhebbende karakter.”
- De directeur van het theater Serlo is Wilhelm’s vriend en mecenas. Uiteindelijk wil hij Wilhelm niet meer op het podium hebben.
- De heiliger Sperata is de zus van de harpist en moeder van Mignon.
- Juffrouw Therese trouwt ten slotte met Lothario.
- De koopman Werner is de zwager van Wilhelm.

## Plot

### Overzicht
- Boek 1 t/m 5: de jonge Wilhelm Meister wil het theater in, maar faalt alsnog na een paar aanzienlijke successen.
- Boek 6: De bekentenissen van een mooie ziel: een jong meisje ontdekt de liefde, bevrijdt zich, maakt kennis met natuurwetenschappelijke, muzikale en spirituele kennis, wijdt zich volledig aan God en verwordt tot een mooie ziel. Zij doet dit, doordat zij een persoonlijke, natuurlijke godsdienstigheid ontwikkelt en uiteindelijk uitgroeit tot een weldadige en gelovige vrouw, die onder de naam “mooie ziel” ook als handelende persoon in het verhaal optreedt.
- Boek 7 en 8: Wilhelm verlaat de planken, die zijn wereld zijn, en sluit zich aan bij een vrijmetselaarsloge, die sociale veranderingen nastreeft en waarvoor de Verenigde Staten van Amerika model staan: “Hier of nergens is Amerika!”

### Podium
Opgelet: hieronder staat telkens het nummer van het hoofdstuk voor de tekst. Niet alle hoofdstukken worden beschreven.
Eerste boek
1. Wanneer de jonge actrice Mariane na de voorstelling thuiskomt, vindt ze een wit negligé, een cadeau van haar afwezige geliefde, de rijke koopman Norberg. In haar hart houdt Mariane evenwel van Wilhelm. Hij komt binnen en begroet haar onstuimig. De oude Barbara keurt dat af en wenst dat haar knappe meesteres bij de rijke Norberg blijft.
2. Voor Wilhelm’s vader zijn de vele bezoeken van zijn zoon aan het theater tijdverspilling.
3. Wilhelm geniet met volle teugen van zijn eerste geliefde. Mariane is “het lieftalligste wezen in zijn armen.”
4. Wilhelm vertelt dat hij als kind een poppenspel had gezien. Toen de opvoering was afgelopen, zag hij de poppen tijdens het inpakken. De jonge Wilhelm vond het steeds interessanter om naar de poppen, zonder stem of leven, te kijken.
5. Wilhelm ontdekt het poppenspel en ontwikkelt hiermee zijn bekwaamheid in het theater.
6. Wilhelm vertelt Mariane en Barbara uitgebreid over zijn jeugd, over de poppen en over het theater.
7. Wilhelm, de “zuivere ziel”, van kinds af aan met het theater vertrouwd, vindt zichzelf een “voortreffelijk acteur” en wil het ouderlijk huis verlaten.
8. Vriend Werner, op en top zakenman, denkt dat Wilhelm, als toekomstig zakenman, bij zinnen zal komen als hij op een zakenreis de wereld leert kennen.
9. Ook zijn vader wil Wilhelm graag voor “handelszaken” op reis sturen. Wilhelm benut deze kans om “aan de druk van zijn huidige leven te ontsnappen en een nieuwe, edelere baan te vinden”. Wilhelm wil bij het toneel aan de slag en Mariane “daarna ophalen”. Hij vraagt zijn geliefde of hij vader wordt. Mariane draagt het verraderlijke witte negligé en antwoordt “enkel met een zucht, een kus”.
10. Norbert kondigt zijn komst aan. Barbara maakt Mariane duidelijk, dat het Norbert is die hen, zwakke vrouwen, in hun levensonderhoud voorziet.
11. Op een zakenreis leert Wilhelm de acteur Melina en haar madame kennen Hij helpt hen uit een vervelende situatie door te bemiddelen tussen het (echt)paar en familieleden van de vrouw.
12. Werner doet, koud en berekenend, navraag naar Wilhelms affaire en roept zijn vriend ter verantwoording.
13. Wilhelm blijft bij Mariane, maar maakt plannen om zijn acteerambities waar te maken. Hij heeft om die reden het plan opgevat om tijdens zijn volgende zakenreis de hem bekende theaterdirecteur Serlo op te zoeken.
14. Nog voordat Wilhelm afscheid van Mariane kan nemen, komt hij er ’s nachts tot zijn afgrijzen achter, dat Mariane nog een andere aanbidder heeft en hij verlaat haar.

Tweede boek

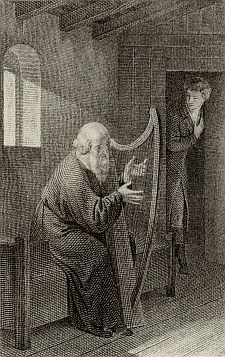
De harpspeler, kopergravure van Gustav Heinrich Naeke (1786-1835), verschenen in Wilhelm Meisters Lehrjahre

1. “In één moment” is Wilhelm’s “hele wezen ontwricht”.
2. Wilhelm “berust” en wijdt zich “vol overgave aan handelszaken’’.
3. Jaren later, tijdens één van zijn volgende zakenreizen komt Wilhelm mensen tegen die “blijspelen opvoeren”.
4. Niet veel later leert Wilhelm madame Philine en een paar andere “restanten van een toneelgezelschap” kennen. Onder Philine’s gezelschap bevindt zich ook Mignon, “het prachtkind”, lid van een groep circusartiesten. Wilhelm schat haar op “twaalf à dertien jaar oud” en koopt haar van de brutale leider van de circusgroep “voor dertig taler”.
5. Het echtpaar Melina ontmoet de acteurs. Philine wil graag van de nieuwkomers af, omdat mevrouw Melina een wanna-be actrice is.
6. Wilhelm vindt dat het postuur en wezen van Mignon “steeds aantrekkelijker” wordt. Ze spreekt “gebroken Duits, met een Frans en Italiaans accent”.
7. Een aan lagerwal geraakte oude man, een kennis van Philine, duikt weer op. Wilhelm vraagt hem onder vier ogen voorzichtig naar Mariane. De oude man noemt Mariane lichtzinnig en slonzig. “Onbeschoftheid en ondankbaarheid” zouden “haar belangrijkste karaktereigenschappen” zijn. Dan draait de oude man 180 graden om. Ooit wilde hij haar van Barbara redden en haar als zijn eigen dochter adopteren, maar “het project mislukte”. Wilhelm verneemt ook dat Mariane bijna drie jaar geleden vanwege haar zwangerschap door “de directeur is verstoten”.
8. Wilhelm wil Mignon "als zijn eigen kind" adopteren.
9. Philine flirt met Wilhelm. Hij hoedt zich “voor de dichtslaande val van een vrouwelijke omhelzing”.
10. Een oude harpspeler wordt geïntroduceerd. Als hij speelt en zingt, gaan zijn grote blauwe ogen glanzen.
11. Wilhelm heeft heel veel moeite Philine af te wijzen. Wilhelm corrigeert Mignon’s schrijfoefeningen.
12. Hij zoekt de harpspeler op en luistert naar diens weemoedige zang en spel.
13. De door Wilhelm afgewezen Philine probeert nu de stalmeester van de graaf te versieren. Mignon is bang dat ze Wilhelm kwijt kan raken: “als je ongelukkig bent, wat komt er dan van Mignon terecht?” Mignon snikt, huilt en laat een “schreeuw, ondersteund door schokkerige bewegingen van haar lichaam”. Wilhelm troost haar: “Kind toch! Je bent toch van mij! Ik blijf bij je, laat je niet in de steek!” Mignon antwoordt: “Mijn vader. Je wilt mij. Ik ben jouw kind!”

Derde boek

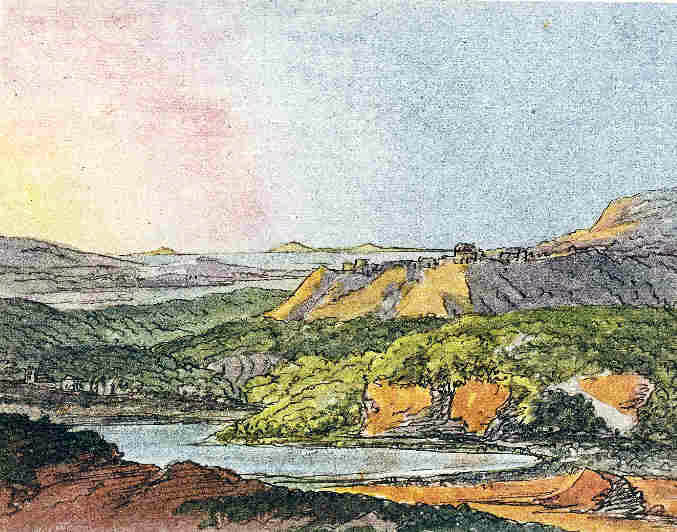
Goethe: Italiaans kustlandschap (pentekening)

1. Aan het begin van het hoofdstuk staat Mignon’s beroemde lied “Kennst du das Land, wo die Zitronen blühn?” (Ken je het land, waar de citroenen in bloei staan?). Mignon zegt tegen Wilhelm: “Als je naar Italië gaat, neem me dan mee. Ik vind het maar koud hier”. Als hij meer over haar liefde voor Italië te weten wil komen, zwijgt ze. De groep komt de graaf tegen, die, tegenover zijn vrouw, de gravin, de groep in ogenschouw neemt: “Als het Fransen zouden zijn, dan konden we de prins bij ons onverwacht laten genieten van zijn favoriete vermaak”. De acteur proberen bij de adellijke dame en heer in het gevlij te komen. Philine kust de handen van de gravin. De gravin merkt op dat “ze zich alleen beter moet kleden”.
2. De baron, die van de graaf de opdracht heeft gekregen de groep te inspecteren, ontdekt “al snel de zwakke kant van de kleine bende”.
3. Wilhelm probeert tevergeefs de baron te overtuigen: “De liefhebber en kenner laat de kunstenaar weten, wat hij wil en laat het dan aan de kunstenaar om het werk voort te brengen.” De baron is heel duidelijk: “De graaf gaat ervan uit dat het stuk op deze manier, en niet anders dan aangegeven, wordt opgevoerd.”
4. Ook Mignon laat meer realiteitszin zien dan Wilhelm. Ze weigert haar uiterst artistieke eierdans op te voeren en smeekt Wilhelm: “Lieve vader, ga ook niet het toneel op!”
5. Jarno, een – zoals zal blijken – hardvochtige, kille favoriet van de prins, wijst Wilhelm op Shakespeare.
6. Wilhelm is zeer onder de indruk en kan Jarna niet genoeg voor de tip bedanken. Echter geeft Jarno Wilhelm het advies om het theater de rug toe te keren en een werkzaam leven op te pakken. Dit krenkt Wilhelm en ontstaat een afstand tussen Wilhelm en Jarno.
7. Philine probeert de graaf weer te versieren. Omdat de gravin zich vaak verveelt, haalt Philine Wilhelm erbij. Hij moet voorlezen uit zijn manuscript. Wanneer hij, na voorgelezen te hebben, onder vier ogen afscheid neemt van de gravin, ligt zij plotseling “zonder te weten hoe het gebeurde, in zijn armen’ en kussen ze elkaar. Ze maakt zich met een schreeuw van hem los en roept: “Als u mij liefhebt, vlucht!”

Vierde boek
1. Als afscheid geeft de baron een buidel goudstukken aan Wilhelm. Wilhelm neemt het cadeau met tegenzin aan. De harpspeler vraagt Wilhelm om “hem onmiddellijk te laten gaan”. Wilhelm wil hem blijven beschermen, maar de harpspeler zegt: “de wraak, die mij achtervolgt, is niet van een aardse rechter; mij valt een onverbiddelijk lot ten deel; ik kan en mag niet blijven!....Ik ben schuldig….mijn aanwezigheid jaagt het geluk weg.” Het lukt Wilhelm om de harpspeler te kalmeren.
2. De toekomst van de groep ziet er niet bepaald rooskleurig uit. Wilhelm moedigt de groep aan om verder te oefenen. Alleen Philine kiest Wilhelm’s kant.
3. De groep moet het kasteel van de graaf verlaten en verder trekken. Een roversbende valt ze onderweg aan en neemt ze alle bezittingen af. Wilhelm raakt gewond door een schot.
4. De “knappe amazone” redt Wilhelm. In haar gevolg is een “oude heer”, die door de mooie jonge vrouw wordt aangesproken met “lieve oom”, een “heelmeester”.
5. Na de doorstane overval voelen Wilhelm, Mignon, de harpspeler en Philine in de noodopvang het ongenoegen van de groep.
6. Op zijn ziekbed belooft Wilhelm de groep uit de ellende te halen.
7. De groep trekt verder. Philine blijft bij Wilhelm. Terwijl hij aan de beterende hand is, zwelgt Wilhelm “in oneindig zoete herinnering” aan de gravin en aan de mooie amazone. Van beide heeft hij een letterproef – “een opwindend lied van de hand van de gravin op zijn schrijfplankje”, en een “papiertje” waarop “men met tedere zorgvuldig naar het welbevinden van een oom” vraagt. Wilhelm bewondert de gelijkenis van beide handschriften.
8. Serlo ontvangt Wilhelm “met open armen” in de “levendige handelsstad” en schenkt hem “onbaatzuchtig” klare wijn: de groep van Melina is ongeschikt voor theaterwerk. Serlo stelt zijn zus Aurelia aan Wilhelm voor.
9. Philine verkent het terrein, zodat ze zich kan “nestelen”. Spoedig vertelt ze Wilhelm de nieuwste roddels: Aurelia heeft een “ongelukkige liefdesrelatie” met ene baron Lothar. “Er loopt daar een knaap rond, drie jaar oud, zo knap als de zon” kwebbelt Philine verder. De knaap heet Felix. Philine bekent Wilhelm opnieuw dat ze verliefd op hem is en vraagt hem om te worden op Aurelie.
10. Omdat Wilhelm voornamelijk in opdracht van zijn vader onderweg is en hij dit bericht verwacht, begint hij een verzonnen bericht op te stellen, met hulp van Laertes.
11. “Door de kilte van zijn gemoed” houdt Serlo eigenlijk van niemand; “door de helderheid van zijn blik” kan hij voor niemand begrip opbrengen. Desalniettemin engageert Serlo Wilhelm en voorziet hij de hele groep van onderdak. Wilhelm drukt door, dat Mignon en de harpspeler bij hem mogen blijven.
12. Aurelie gedraagt zich als een “halve zwakzinnige” . Ze verwondt Wilhelm met haar dolk aan zijn hand en verbindt hem onmiddellijk met grote zorg. Wilhelm’s commentaar: “Mijn beste, hoe kon u uw vriend verwonden?”

Vijfde boek
1. Felix drinkt “liever uit de fles dan uit het glas”. Deze “ongepaste” gewoonte redt de levendige knaap zijn leven aan het einde van de roman. Werner brengt Wilhelm per brief op de hoogte van de dood van zijn vader.
2. Werner laat Wilhelm zijn plan weten, om Wilhelm’s erfenis over te nemen en te trouwen met zijn zus. Omdat Wilhelm zich in zijn brieven zo uitstekend had gepresenteerd, zou hij samen met Werner boedelbeheerder worden.
3. Per kerende post bekent Wilhelm zijn bedrog. Er staan echter ook een paar waarheden in: “Ik heb nu eenmaal een onweerstaanbare neiging tot een harmonieuze ontwikkeling van mijn natuur, wat mijn geboorte mij heeft ontzegd….omdat ik enkel een burger ben, zo moet ik mijn eigen pad bewandelen…. Nu ontken ik u niet dat mijn drang om een publiek persoon te zijn elke dag onoverkomelijker wordt, en om in een bredere kring te plezieren en indruk te maken”. Wilhelm sluit zich als acteur bij Serlo aan.

4-10. Wilhelm bewerkt Hamlet en brengt het terug tot de kern. De repetities schieten op en alle acteurs doen enthousiast mee.
1. Het ensemble heeft succes met Wilhelm’s bewerking van Hamlet. Een onbekende speelt de “geest”.
2. Na het optreden viert de groep feest. ’s Nachts sluipt een knappe onbekende bij Wilhelm in bed, met wie hij seks heeft.
3. Het huis, waarin de acteurs overnachten, gaat in vlammen op. Mignon roept naar Wilhelm: “Meester! Redt jouw Felix! De ouwe (de harpspeler) is razend. De ouwe vermoordt hem!
4. De groep wordt gesplitst en ergens anders ondergebracht. Wilhelm koestert in het geheim de “verdenking, dat de ouwe schuldig is aan de brand”.
5. De harpspeler vertoont “duidelijke sporen van waanzin”. Wilhelm moet hem toevertrouwen aan “een plattelandsgeestelijke”, die “zulke mensen” behandelt. Philine neemt afstand van Wilhelm en hij denkt in een gast van Philine zijn Mariane te zien. De dag erna is Philine vertrokken, zonder dat Wilhelm er zich van had kunnen verzekeren, dat het Mariane was.
6. Wilhelm bezoekt de harpspeler. De plattelandsgeestelijke heeft “een arts erbij geroepen”. Van de arts krijgt Wilhelm het manuscript “Bekentnisse einer schönen Seele” (De bekentenissen van een mooie ziel) te lezen. Melina – “kil en achterbaks” – en Serlo zorgen ervoor dat Wilhelm en Aurelie niet meer op het toneel mogen spelen. Nieuwe acteurs sluiten zich bij de groep aan en de stemming binnen de groep verslechtert.

Aurelie, altijd al ziek geweest, bekent Wilhelm dat haar leven “bijna ten einde is” en geeft hem de opdracht om een brief aan haar geliefde Lothar te brengen. Ze sterft, maar niet zonder eerst “Bekenntnisse einer schönen Seele” gelezen te hebben. Wilhelm gaat op weg om Lothar de brief te brengen. Bij het afscheid zegt Felix: “Hoor! Breng een vader voor me mee!” En Mignon zingt:
Heiß mich nicht reden, heiß mich schweigen,
Denn mein Geheimnis ist mir Pflicht; 
 Ich möchte dir mein ganzes Innre zeigen,
Allein das Schicksal will es nicht. 
 
(Laat me niet praten, laat me zwijgen, 
Omdat mijn geheim mijn plicht is; 
Ik wil je mijn diepste wezen laten zien, 
Het lot alleen wil het niet.)

### God
Zesde boek Bekenntnisse einer schönen Seele
De mooie ziel (zie ook hierboven bij “Overzicht”), een tante van Lothario, beschrijft haar religieuze leven, met name haar bekering tot de Herrnhutters. Daarnaast worden ook wat familieverhoudingen duidelijk: baron Lothario heeft een zus, barones Natalie.

### Toren
Zevende boek
1. Wilhelm, die met de brief van de overleden Aurelie onderweg is naar Lothar, komt de abt tegen. Hij heeft de geestelijke eerder ontmoet; tijdens de boottocht als blinde passagier (een spontaan toneelstuk met Laertes, Philine, Melina en madam Melina). De abt vraagt naar de theatergroep. Wilhelm bekent dat “daar niks meer van is overgebleven.” Na aankomst In het kasteel van Lothar – voortaan Lothario genoemd – heeft Wilhelm “merkwaardige dromen”. Mariane komt hem tegemoet. “Die amazone” lijkt op een portret dat aan een muur van zijn kamer hangt.
2. Lothario heeft weliswaar de brief van Aurelie in ontvangst genomen, maar hij heeft andere zorgen. Hij gaat vanwege een affaire een duel aan en raakt gewond.
3. Wilhelm krijgt via zijn oude bekende Jarno de eerste opdracht van het torengezelschap. Hij moet de opdringerige Lydie bij het ziekbed van Lothario zien weg te halen. Jarno, goed geïnformeerd, bespot Wilhelm’s “oude gril”, het toneelspelen. Wilhelm wil de mooie amazone graag “op het spoor komen”.
4. Voordat Wilhelm zijn opdracht uitvoert, komt hij de arts tegen, aan wie hij het “interessante manuscript” te danken heeft en die voor de harpspeler zorgt. Wilhelm hoort over de waan van de zieke: de harpspeler meent dat hem de “dood door een onschuldige knaap” wacht. Volgens Jarno moet Wilhelm’s eerste opdracht hem naar juffrouw Therese, een “ware amazone” leiden. Wilhelm hoopt “zijn amazone weer te vinden, deze gedaante aller gedaantes”.
5. Als hij bij Therese aankomt moet hij concluderen dat zij zijn amazone niet is. De slimme juffrouw vertelt hem dat ze “met Lothario’s geweldige zus een pact heeft gesloten”. Therese bedoelt Natalie. Wilhelm begrijpt het verkeerd: hij denkt dat ze de gravin bedoelt, die hij eens heeft gekust. Lydie vraagt hem naar de geheimzinnige grote toren. “Waarom al die afgesloten kamers? Die wonderlijke gangen?”. De toren valt Wilhelm ook op.
6. Lothario en Therese, die “enorm dol waren op elkaar”, willen trouwen, maar er zijn problemen. Wilhelm wil Lothario de les lezen, omdat hij Aurelie verliet. De poging mislukt. Wilhelm hoort van Lothario dat “Aurelie geen zoon had, en helemaal niet” van hem. Jarno, die aanwezig is, confronteert Wilhelm: “Hoe dan ook dacht ik dat u het theater definitief de rug had toegekeerd, omdat u geen talent had”. Via Jarno Wilhelm een nieuwe opdracht: hij moet de kinderen halen.
7. Wilhelm vindt Mignon en Felix niet onder de hoede van mevrouw Melinas, maar komt de oude Barbara tegen. Van Barbara hoort Wilhelm de waarheid: toen hij dacht dat Mariane hem ontrouw was, had ze in feite Norberg gedumpt. Felix is het kind van Mariane en Wilhelm. Mariane stierf na zijn geboorte. Werner had eerder alle brieven van Mariane aan Wilhelm teruggestuurd. De intrige van Barbara: ze had Aurelie wijsgemaakt, dat Felix een zoon van haar geliefde Lothario zou zijn. Aurelie nam Felix daarop – uit liefde voor Lothario – onder haar zorgzame hoede. Mignon wil naar de harpspeler toe. Wilhelm praat haar dat uit zijn hoofd. Wilhelm en Felix bekijken zichzelf in de spiegel, zoekend naar “gelijkenissen tussen hem en het kind”. Hij neemt beide kinderen mee naar de toren.
8. Wilhelm krijgt van de abt zijn diploma en mag een vraag stellen. Wilhelm vraagt of Felix echt zijn zoon is. De alwetende abt antwoordt positief en voegt daaraan toe: “Jouw jaren van leren zijn voorbij”.

Achtste boek
1. Werner, tot vlijtige hypochonder verworden, komt vanwege zaken naar de toren. Ze kletsen wat. Wilhelm heeft andere zorgen. Hij zoekt een moeder voor Felix en vraagt schriftelijk om de hand van de brave juffrouw Therese.
2. Met Mignon gaat het niet goed. Natalie verzorgt haar. Lothario verzoekt Wilhelm om samen met Felix zijn zus en Mignon te bezoeken en zijn zus ook te laten weten dat markies Cipriani, een vriend van de familie, spoedig langskomt. Lothario overhandigt Wilhelm een “kaartje” van Natalie. Wilhelm denkt het handschrift te herkennen en ziet de ontmoeting met angst tegemoet: “Lieve hemel!....dat is niet de hand van de gravin, het is de hand van de amazone!”. Wilhelm ontmoet inderdaad zijn amazone, de barones Natalie. Ze heeft de hartkwaal van Mignon, dat het meisje “meer en meer laat wegkwijnen”, nauwlettend geobserveerd en zingt een lied van Mignon:

So laßt mich scheinen, bis ich werde, 
 mir das weiße Kleid nicht aus! 
Ich eile von der schönen Erde 
Hinab in jenes feste Haus… 
 
Dus laat me stralen tot ik word, 
Trek mijn witte jurk niet uit! 
Ik haast me van deze prachtige aarde 
Tot aan dat solide huis...
1. Natalie maakt Wilhelm duidelijk, dat hij niet meer over de familie te weten kan komen dan door het essay van haar tante, de mooie ziel. De gravin, vertelt ze verder, is haar zus en de “grappige, lichtzinnige Friedrich” is haar broer. De arts van Mignon komt langs en vertelt Wilhelm, dat de ziekte van Mignon voortkomt uit haar verlangen naar Italië en naar Wilhelm. Mignon is “in haar zeer vroege jeugd door een gezelschap koorddansers onder de ogen van haar ouders ontvoerd”. De arts heeft dit uit Mignon’s liederen gedestilleerd. Vervolgens beschrijft hij Mignon's fiasco na het optreden van Hamlet, toen ze bij Wilhelm in bed wilde kruipen en een rivale haar net voor was.
2. Therese geeft een antwoord op Wilhelms verzoek: “Ik ben de uwe”. Als dat goed en wel bekend is, komt “de ene na de andere verrassing”. Het huwelijksbeletsel tussen Lothario en Therese is opgelost, want Therese “is niet de dochter van haar moeder”. Lothario bereidt het huwelijk met het “edele meisje” voor. Glimlachend bekent Natalie aan Wilhelm met haar “rustige, zachte, onbeschrijflijke verhevenheid” dat ze nog nooit van iemand heeft gehouden.
3. Therese gaat, onwetend van Lothario’s huwelijksvoorbereidingen, bij Natalie en Wilhelm op bezoek. Het hart van Mignon klopt “heftig” bij het zien van de gelukkige bruid. Wanneer het bruidspaar elkaar “terwijl ze heftig kussen” omhelst, valt Mignon “met een schreeuw dood neer voor de voeten van Natalie”.
4. Wilhelm wordt vanaf de toren continu in de gaten gehouden: Friedrich laat de verbaasde Wilhelm weten dat Philine en hij een kind krijgen. Eerst wist Friedrich het niet zeker of hij de vader was omdat Philine na de Hamlet-uitvoering met Wilhelm seks had gehad, maar qua tijdsverloop kon het niet anders.
5. Jarno wil met Lydie trouwen.
6. Mignon wordt begraven.
7. De markies Cipriani komt uit Italië aan. Hij is de broer van de harpspeler en de oom van Mignon. De harpspeler, wiens naam Augustin is, was in zijn jonge jaren verliefd op Sperata. Toen Sperata van hem in verwachting was, bleek dat Sperata en de harpspeler broer en zus van elkaar zijn. Er is dus sprake van incest. Men haalde de twee uit elkaar en haalde het kind – Mignon – bij Sperata weg. Mignon woonde tot haar ontvoering bij “goede mensen” aan het Lago Maggiore. De harpspeler, die in een klooster werd vastgehouden, “beweerde dat, toen hij wakker werd, een mooie knaap bij zijn bed stond en hem met een mes bedreigde”. Hij kon naar Duitsland vluchten. De “geest” van Sperata “bevrijdde zich meer en meer van haar lichaam” en stierf. Na haar dood werd ze door de bevolking als een heilige vereerd.
8. Therese gaat steeds vaker samen met Lothario paardrijden. De harpspeler Augustin verschijnt weer ten tonele, maar helaas is hij nog steeds bang voor Felix. Op het einde verrast de harpspeler het gezelschap door “Felix is vergiftigd!” te roepen. Gelukkig dronk Felix uit gewoonte uit de fles en bleef het gif in het glas. De harpspeler probeert zelfmoord te plegen, wordt gered, maar slaagt bij de tweede poging. Wanneer de gravin afscheid neemt, legt ze Wilhelm’s handen in die van Natalie. In reactie op het gebaar van de gravin stelt Lothario een dubbele bruiloft voor. Wilhelm ontvangt geld van Werner. Ook Friedrich is (samen met het torengenootschap) van mening dat Wilhelm met Natalie moet trouwen en daarna samen met Felix de uitnodiging van markies Cipriani ter harte nemen en naar Italië gaan. Wilhelm kan daar niets tegen inbrengen.

## Citaten van Goethe over zijn werk

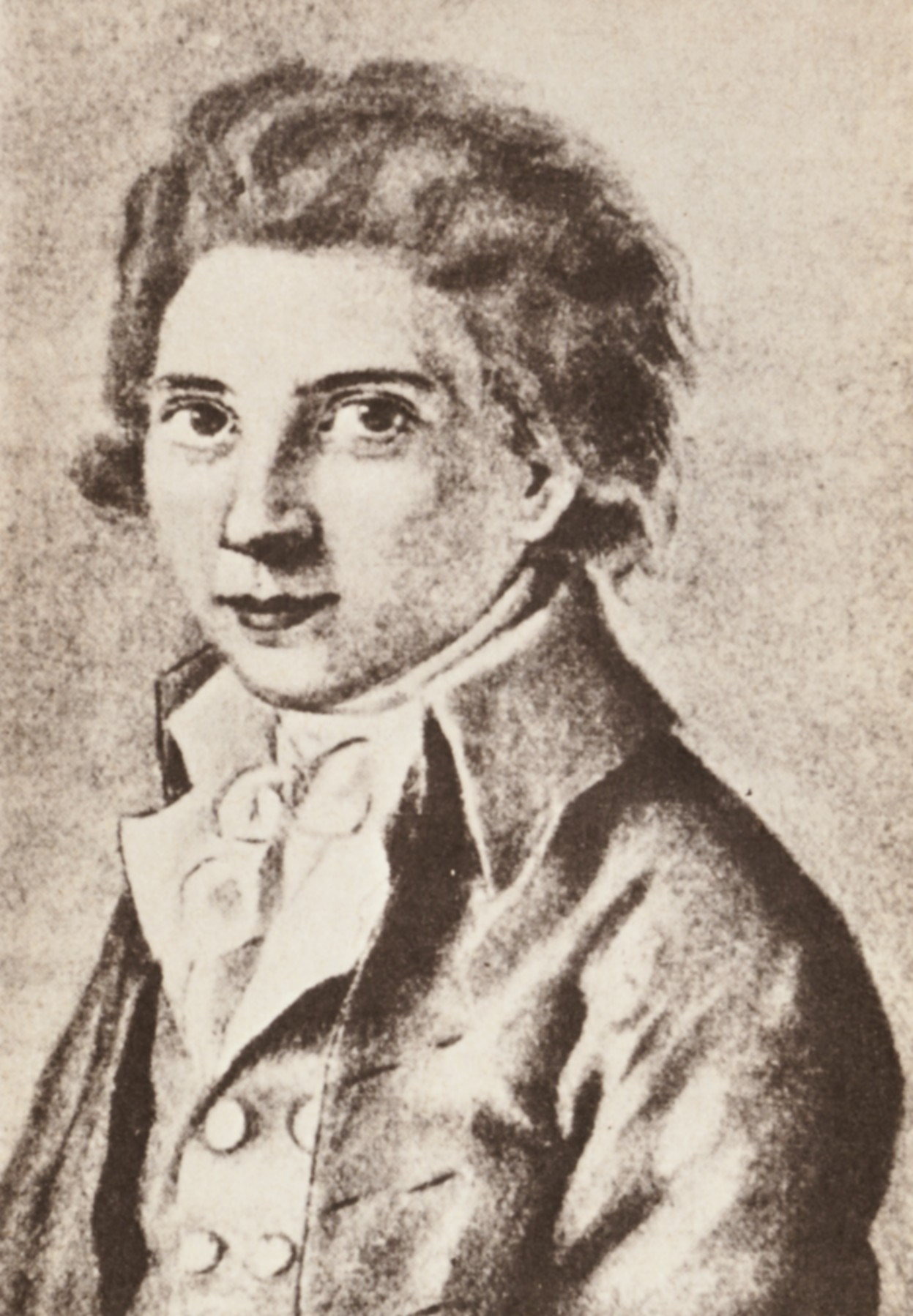
Friedrich von Schlegel (1772-1829)

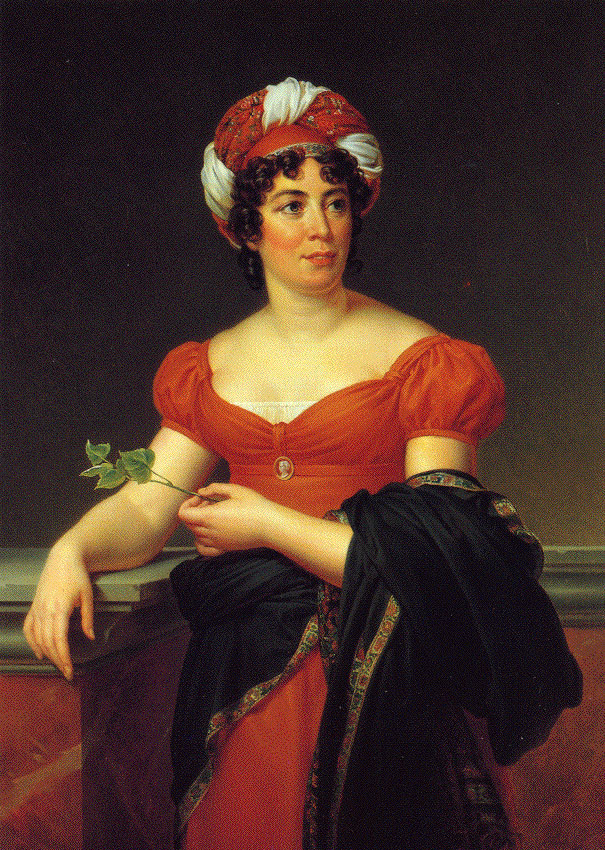
Germaine de Staël (1766-1817)

Met de aanmoediging van de hertogin-moeder ben ik de laatste dagen weer met Wilhelm Meister bezig. Misschien kan ik het oude werk in dit nieuwe jaar afronden.”— Brief van Goethe aan Karl Ludwig von Knebel van 1 januari 1791
De vragen over Wilhelm Meister zou ik het liefst een keer mondeling beantwoorden. In dergelijke werken kan de kunstenaar zich van alles voornemen, maar er is altijd een soort bekentenis en wel op een manier waar hij zich nauwelijks rekenschap van kan geven.” — Brief aan Johann Friedlich Rochlitz van 29 maart 1801
... we kwamen ook te spreken over de leerjaren van Wilhelm Meister, waarbij ik de vrijheid nam om op te merken dat ik, met het genot waarmee deze roman, zo vaak als ik hem las, mij altijd heeft vervoerd, maar dat ik nog steeds niet in het reine was gekomen met de vraag of de hoofdstukken in de roman hun bestaan te danken hadden aan de roman, of dat de roman is ontstaan uit de fragmenten ervan. Goethe glimlachte en vroeg me hoe ik op het idee kwam. Ik verklaarde mij nader met de losse verhouding van de hoofdstukken onderling. Ik wees op het zesde boek met de titel Bekenntnisse einer schönen Seele, dat geen enkel verband lijkt te hebben met de rest, waarop Goethe antwoordde: 'Aangezien ik vind dat je met je idee op de juiste weg bent, wil ik je naar het doel leiden. Ik had de hoofdstukken of fragmenten, zoals u ze noemt, zeer zeker los van elkaar geschreven en ook één voor één via tijdschriften gepubliceerd.""— Gesprek van Goethe met Johann Wenzel Tomaschek op 6 augustus 1822

## Receptie

### Kritische waardering
De Duitse dichter en filosoof Friedrich Schlegel noemde het boek even belangrijk voor de tijdgeest als de Franse Revolutie.
Volgens Germaine de Staël heeft Goethe zijn Lehrjahre met “geestrijke betogen” overladen.
Novalis bestempelde de Lehrjahre in februari 1800 als “een beroerd en flauw boek, dat een geest van “kunstzinnig atheïsme” cultiveert, omdat het “het wonderlijke” afdoet als louter “poëzie en dweperij”. Novalis heeft zijn eigen aantekeningen van Wilhelm Meister evenwel nooit uitgegeven. Hij liet zijn vriend Friedrich Schlegel uitbundig de loftrompet afsteken over de roman, dacht er het zijne van en schreef zijn tegenhanger Heinrich von Ofterdingen.
Adam Heinrich Müller zette Goethe in zijn Vorlesungen über die deutsche Wissenschaft und Literatur (Colleges over de Duitse wetenschap en literatuur 1806/1807) op gelijke voet met Cervantes en merkt op dat de Lehrjahre “met Don Quixote in de gehele literatuurgeschiedenis maar één enkele universele tegenhanger” hadden.
De grote Goethe-aanbidder Nietzsche schreef in 1884 (nagelaten fragmenten): “Wilhelm Meister: de mooiste dingen van de wereld afgewisseld met de belachelijkste flauwiteiten”.
Richard Friedenthal verdiepte zich in de vraag waarom Goethe zich ook in het echte leven in twee loges liet opnemen.
Gerhard Schulz maakte in zijn evenwichtige studie de verbanden zichtbaar tussen de Theatralische Sendung, de Lehrjahre en de Wanderjahre.
Boyle belicht op kritische wijze de sturende rollen, die Jarno en de andere heren van de toren in Wilhelm’s levensloop spelen.
Volgens Gero von Wilpert hebben de Bekenntnisse einer schönen Seele (zesde boek) betrekking op Susanna Catharina Klettenberg (1723-1774), een vriendin van de moeder van Goethe.
Karl Otto Conrady neemt de wanverhouding tussen feodale adel en burgerdom en de behandeling ervan door Goethe als onderwerp.

### Verfilmingen
- Falsche Bewegung – vrije bewerking van de roman, onder regie van Wim Wenders BRD 1974/1975.
- In 1978 verfilmde Michael Mrakitsch de roman voor televisie.

### Muziek
- In de eerste uitgaves van de roman verschenen de liederen, bewerkt door Johann Friedrich Reichardt, als bijlage.
- Franz Schubert bewerkte liederen uit delen van het tweede boek (Wie sich der Einsamkeit ergibt – Wer nie sein Brot mit Tränen aß – An die Türen will ich schleichen) in zijn Gesänge des Harfners (D 478-480).
- Mignon’s lied Kennst du das Land …. (begin van het derde boek) is vaak bewerkt door o.a. Franz Schubert, Robert Schumann en Hugo Wolf.
- De opera Mignon van Ambroise Thomas, die in 1866 voor het eerst werd opgevoerd, is een vrije bewerking van Wilhelm Meisters Lehrjahre.
- In 1869 componeerde Pjotr Iljitsj Tsjaikovski Sechs Romane op. 6, waarbij het laatste lied een bewerking is van Nur wer die Sehnsucht kennt, gebaseerd op de Russische vertaling van Lev Alexandrovitsj Meis. Het origineel van Goethe werd al in 1826 door Franz Schubert bewerkt (Lied der Mignon, op. 62, no. 4).

### Luisterboeken
- Wilhelm Meisters Lehrjahre, in de onverkorte versie voorgelezen door Hans Joachim Schmidt. Schmidt Hörbuchverlag. ISBN 9783941324664.

## Nederlandse vertalingen
- Wilhelm meisters leerjaren, vert. Pim Lukkenaer, Van Holkema & Warendorf, 2008. ISBN 9789031501076
- Wilhelm meisters leerjaren, vert. Ria van Hengel, Athenaeum - Polak & van Gennep, 2014. ISBN 9789025370275

## Voetnoten
1. ↑  Christophe Van Gerrewey, Verkeerde bewegingen, De Groene Amsterdammer, 26 februari 2014
2. ↑  De eerste zinnen van Goethes Wilhem Meisters leerjaren, vertaald door Ria van Hengel (4 maart 2014). Geraadpleegd op 6 october 2021.

- Bibliothèque nationale de France: cb12649118t (data)
- Gemeinsame Normdatei: 4099206-8